# Marion Thénault
Pour les articles homonymes, voir Thénault.
Marion Thénault (née le 9 avril 2000 à Sherbrooke) est une skieuse acrobatique canadienne spécialisée dans le saut acrobatique.
Le 10 février 2022, elle remporte une médaille de bronze à l’épreuve des sauts par équipe mixte aux Jeux olympiques de Pékin avec Miha Fontaine et Lewis Irving.

## Palmarès

### Jeux olympiques
- : médaille de bronze en saut acrobatique par équipes aux JO 2022.

### Coupe du monde
- 11 podiums dont 4 victoires.

#### Détails des victoires
| Épreuve / Édition | Sauts       |
| ----------------- | ----------- |
| 2020-2021         | Almaty      |
| 2022-2023         | Le Relais   |
| 2023-2024         | Ruka Almaty |